# Gare d'Ingrandes - Mérigny
Ne doit pas être confondu avec Gare d'Ingrandes-sur-Loire ou Gare d'Ingrandes-sur-Vienne.
La gare d'Ingrandes - Mérigny est une ancienne gare ferroviaire française, de la ligne de Saint-Benoît au Blanc, située sur le territoire de la commune d'Ingrandes, à proximité de Mérigny, dans le département de l'Indre, en région Centre-Val de Loire.
Mise en service en 1887 par la Compagnie du chemin de fer de Paris à Orléans (PO), elle est officiellement fermée aux voyageurs en 1940 par la Société nationale des chemins de fer français (SNCF).

## Situation ferroviaire
Établie à 94 mètres d'altitude, la gare d'Ingrandes - Mérigny est située au point kilométrique (PK) 396,684 de la ligne de Saint-Benoît au Blanc, sur la section déclassée, entre les gares de Saint-Savin et de Concremiers.

## Histoire
La station d'Ingrandes - Mérigny est mise en service le 7 novembre 1887 par la Compagnie du chemin de fer de Paris à Orléans (PO) lorsqu'elle ouvre à l'exploitation la dernière section, de Saint-Savin au Blanc, de sa ligne de Poitiers au Blanc,.
En 1888, la recette de la station est de 20 022 francs.
Elle est officiellement fermée au service des voyageurs le 27 mai 1940 par la Société nationale des chemins de fer français (SNCF),.

## Patrimoine ferroviaire
Plusieurs édifices de l'ancienne gare de la Compagnie PO sont toujours présents : notamment le bâtiment voyageurs, l'abri de quai et les sanitaires.

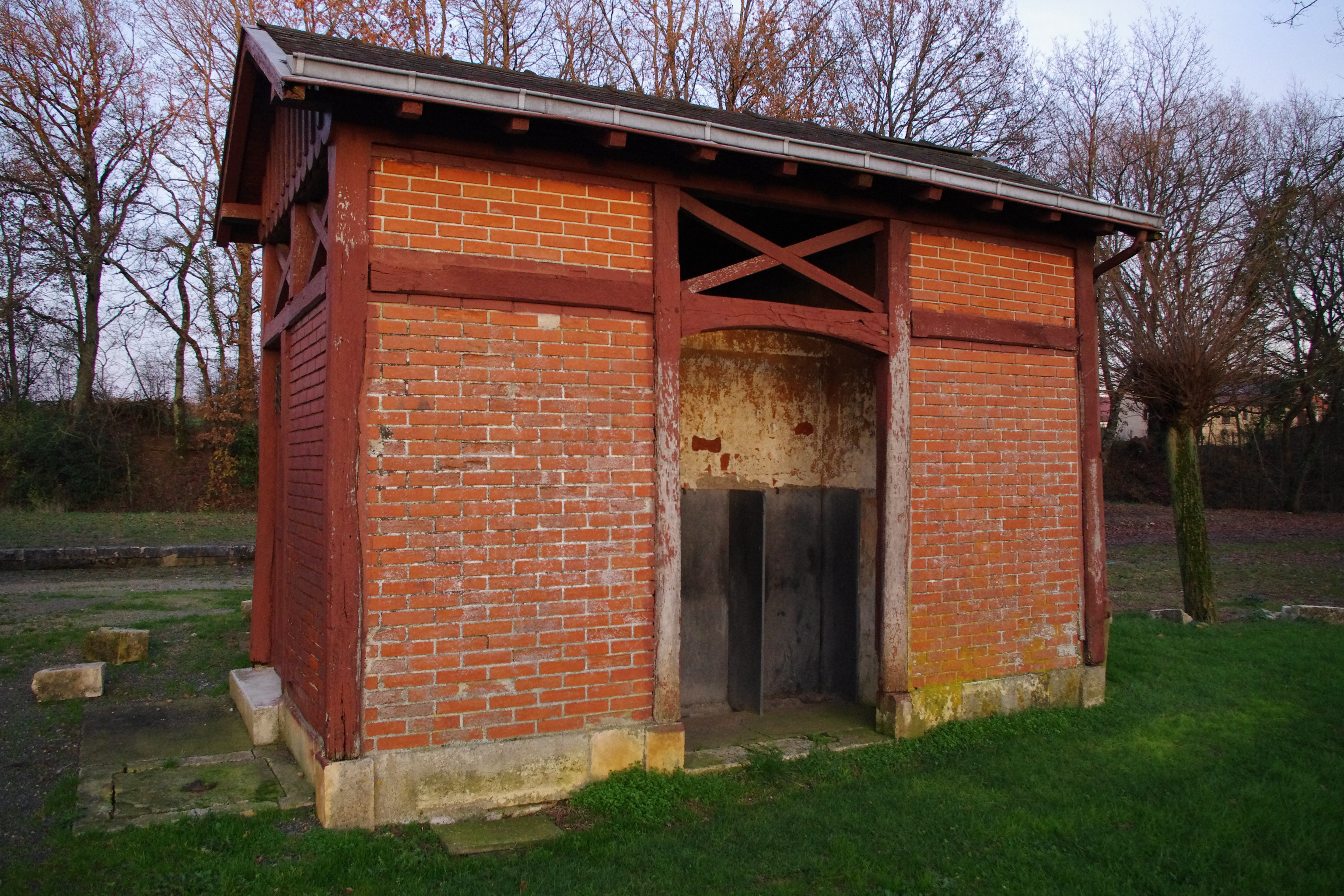
Sanitaires en 2013.
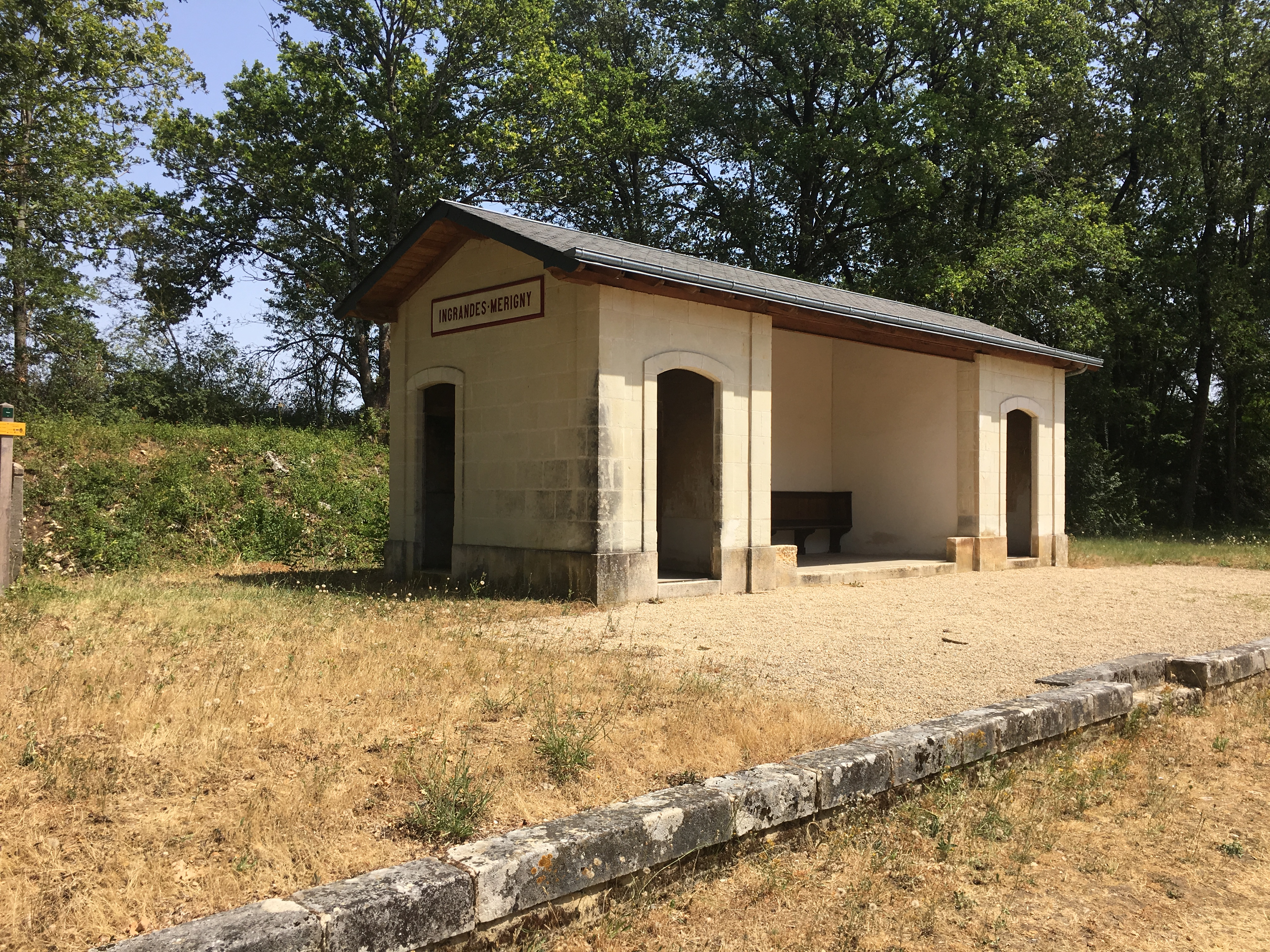
Abri de quai en 2019.
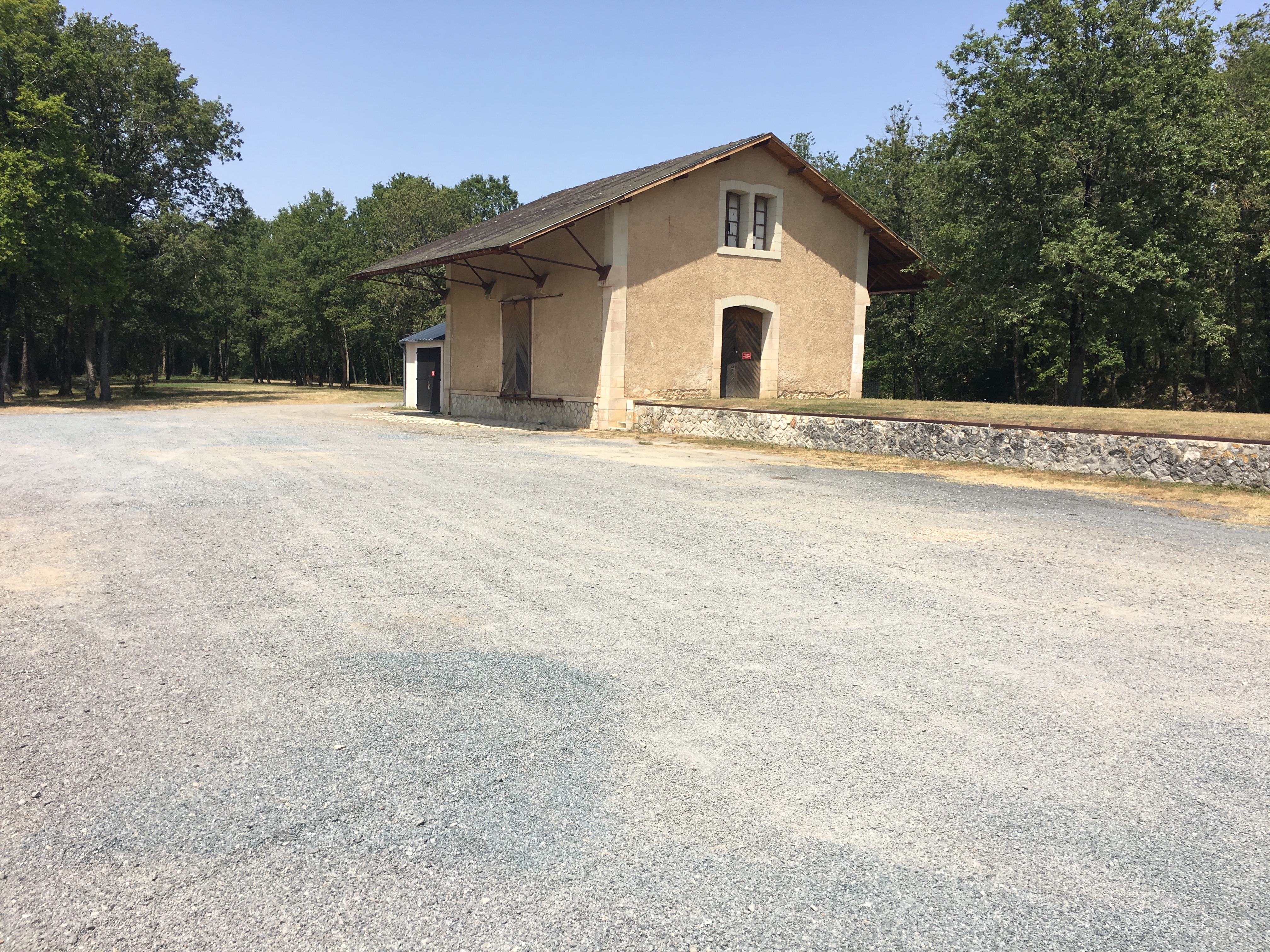
Hall aux marchandises en 2019